# Шодене-ла-Виль
Шодене́-ла-Виль (фр. Chaudenay-la-Ville) — коммуна во Франции, находится в регионе Бургундия. Департамент коммуны — Кот-д’Ор. Входит в состав кантона Блиньи-сюр-Уш. Округ коммуны — Бон.
Код INSEE коммуны — 21155.

## Население
Население коммуны на 2010 год составляло 38 человек.
| 1962 | 1968 | 1975 | 1982 | 1990 | 1999 | 2010 |
| ---- | ---- | ---- | ---- | ---- | ---- | ---- |
| 64   | 47   | 29   | 23   | 23   | 21   | 38   |

## Экономика
В 2010 году среди 24 человек трудоспособного возраста (15—64 лет) 10 были экономически активными, 14 — неактивными (показатель активности — 41,7 %, в 1999 году было 60,0 %). Из 10 активных жителей работали 10 человек (6 мужчин и 4 женщины), безработных не было. Среди 14 неактивных 5 человек были учениками или студентами, 5 — пенсионерами, 4 были неактивными по другим причинам.